# Тип (тайфун)

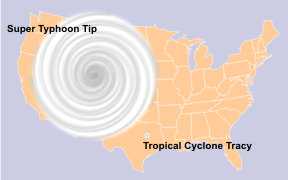
Сравнение размеров континентальной части США, тайфуна Тип и циклона Трейси (самого крупного и самого маленького из тропических ураганов)

Тайфун «Тип» (ураган, международное обозначение: 7920, JTWC: 23W, PAGASA: Варлинг (англ. Warling)) — наиболее интенсивный тропический циклон за всю историю метеонаблюдений. Девятнадцатый тропический циклон и двенадцатый тайфун 1979 года, Тип развился в пределах муссонной ложбины около Понпея 4 октября. Первоначально другой тропический шторм на северо-западе от будущего тайфуна препятствовал его развитию и перемещению, но после смещения этого шторма в северном направлении Тип получил возможность развиться в ураган. В процессе перемещения к западу от Гуама Тип быстро усилился и 12 октября была измерена средняя скорость ветра в течение одной минуты 190 миль в час (305 км/ч) и наименьшего за всю историю наблюдений ураганов — атмосферного давления в центре, равного 870 мбар (652,55 мм). На стадии своего максимального развития Тип являлся также наиболее крупным тропическим циклоном в истории с диаметром до 2220 км. По мере движения на запад-северо-запад тайфун постепенно ослабел и позже повернул на северо-восток под влиянием приближающейся тропической депрессии. Центр тайфуна прошел над Японией, после чего 19 октября он превратился во внетропический циклон.
ВВС США осуществили 60 полетов в ураган, что делает Тип одним из наиболее изученных тропических циклонов. Выпадение осадков привело к гибели 55 человек, в результате кораблекрушений на море пропало без вести или погибло 44 человека. Несмотря на значительный ущерб, нанесенный Типом, его имя не было исключено из списка имен, назначаемых новым циклонам, и позже использовалось в 1983, 1986 и 1989 годах.

## Метеорологическая история

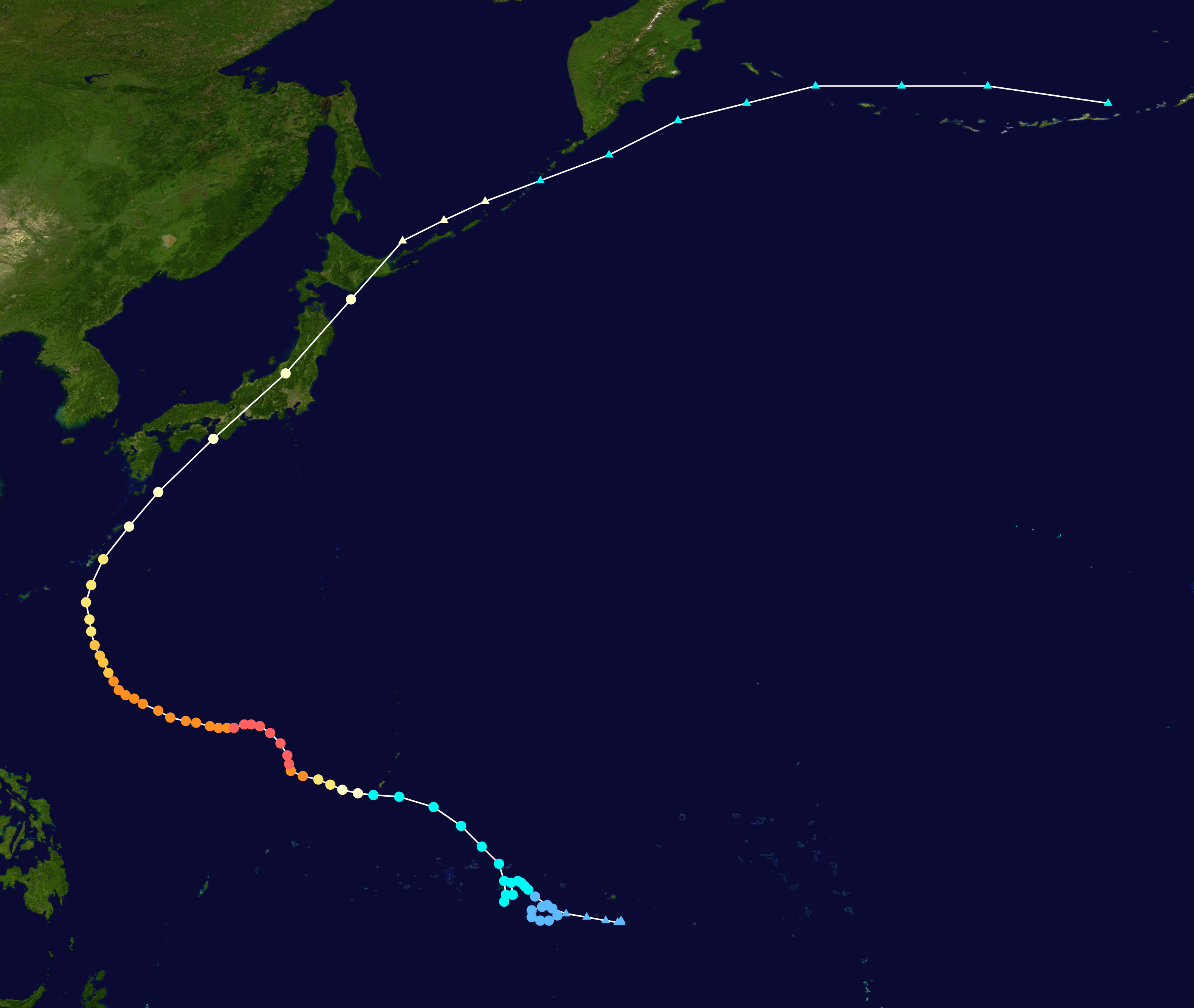
Перемещение циклона Тип за период его существования. Пройдя над японским островом Хонсю, ураган ослаб до обычного циклона.

Сезон ураганов 1979 года в Тихом океане начался с развития трёх циркуляций в муссонной ложбине, которая распространялась от Филиппин до Маршалловых островов. Образование области низкого давления к юго-западу от Гуама 3 октября послужило началом сезона ураганов и позже в тот же день область низкого давления, которая впоследствии развилась в Тип, образовалась к югу от Понпея. Сильное струйное течение, направленное через экватор, было вовлечено в атмосферную циркуляцию и первоначально препятствовало образованию циклона. Но несмотря на неблагоприятные погодные условия, это тропическое возмущение около Понпея по мере движения в западном направлении постепенно организовывалось в депрессию. По причине наличия в окрестности крупной атмосферной циркуляции тропического шторма, перемещение будущего урагана было переменчивым и происходило по дуге к юго-востоку от островов Трук. 4 октября, полет разведывательного самолета в систему подтвердил наличие замкнутой низкой циркуляции и утром 5 октября JTWC выпустил первое предупреждение о тропической депрессии № 23.

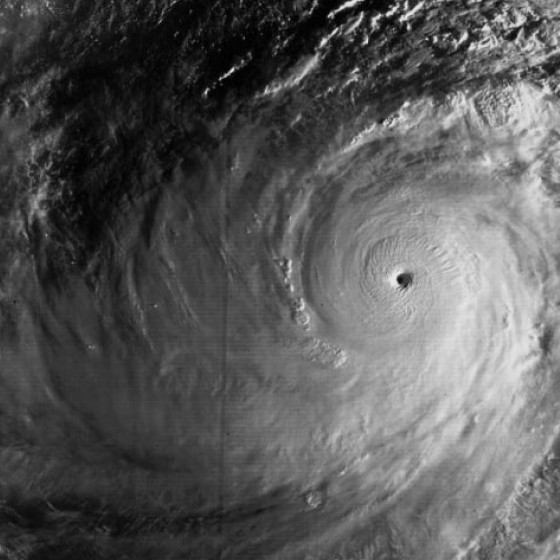
Ураган Тип в пиковой стадии развития 12 октября 1979, вид из космоса.

По мере движения по дуге около островов Трук депрессия усилилась до тропического шторма Тип, но продолжающееся влияние другого тропического шторма сдерживало его развитие. Метеорологические самолеты обеспечивали информацией о поверхностной циркуляции, так как данные со спутников указывали на расположение её центра в 60 км от его действительного положения. Начальная стадия развития шторма с переменным движением центра циклона закончилась 8 октября, когда Тип приобрел устойчивое северо-западное направление перемещения, а мешающий его развитию тропический шторм превратился во внетропический циклон, что способствовало усилению будущего урагана. Дополнительно высотная область низкого давления переместилась к северу от Гуама, что обеспечило его выходным каналом. Первоначально прогнозировался выход шторма на Гуам и его перемещение на северо-запад, но утром 9-го он повернул на запад, прошел в 45 км от острова и развился в тайфун.
В результате крайне благоприятных условий для развития тайфун Тип быстро усилился над открытой частью западного Тихого океана. Вечером 10 октября он достиг четвертой категории, а на следующий день достиг пятой или, в рамках системы классификации тихоокеанских циклонов, силы супертайфуна. С 9-го по 11-е атмосферное давление в центре опустилось на 92 мбар (69 мм), а диаметр его циркуляции достиг рекордного значения 2220 км. Далее тайфун продолжил усиливаться и утром 12 октября были зарегистрированы рекордно-низкое значение атмосферного давления в 870 мбар (652,6 мм) и скорость ветра 305 км/ч в точке на удалении 840 км от Гуама в западно-северо-западном направлении. Согласно Японскому метеорологическому агентству, в центральной части тайфуна Тип постоянная скорость ветра на интервале времени в 10 мин достигала значения 260 км/ч. На стадии его наибольшего развития размер глаза тайфуна не превосходил 15 км.
После достижения максимальной интенсивности Тип ослабел до тайфуна со скоростью ветра 230 км/ч и в этом состоянии несколько дней перемещался в западно-северо-западном направлении. Через пять дней после достижения максимальной силы средний радиус ветров сильнее 55 км/ч составлял 1100 км. 17 октября Тип начал устойчиво ослабевать и уменьшаться в размере и на следующий день под влиянием расположенной в средней тропосфере области низкого давления изменил направление движения на северо-восточное. После прохождения в 65 км к востоку от Окинавы он ускорил своё движение до 75 км/ч и 19-го числа вышел на остров Хонсю со скоростью ветра 130 км/ч. Тайфун продолжил быстрое движение в северо-восточном направлении и через несколько часов после того, как покинул остров, превратился в обычный циклон. Бывший ураган продолжил движение в прежнем направлении, прошёл над Курильскими островами и юго-восточной частью Камчатки, после чего изменил направление движения на восточно-северо-восточное и пересек Линию перемены даты 22-го числа, его последние наблюдения осуществлялись на Алеутских островах около Аляски.

## Ущерб

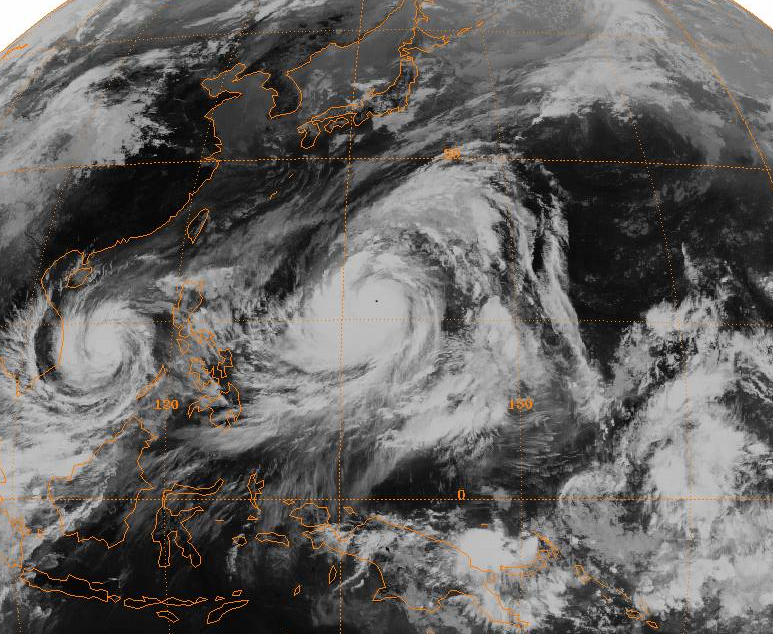
Спутниковый снимок тайфуна Тип на стадии его наибольшего развития и тайфуна «Сара» в левой части снимка.

На ранней стадии своего развития тайфун вызвал сильные осадки в сумме 231 мм на острове Гуам. Внешние области циклона стали причиной умеренных дождей в горных районах острова Лузон на Филиппинах.
Тайфун стал причиной девяти кораблекрушений, что привело к гибели 44 рыбаков. Китайское грузовое судно разломилось пополам в результате волнения на море, но команда из 46 человек была спасена.
В целом прохождение тайфуна Тип по всей длине основного японского острова нанесло ущерб сельскохозяйственной и рыболовецкой промышленности на миллионы долларов. На финальной стадии Тип прошел в 65 км к востоку от Окинавы, что нашло своё выражение в постоянном ветре 72 км/ч (20 м/с) с порывами до 112 км/ч (31 м/с). Постоянная скорость ветра, вызванного этим тайфуном в Японии, предполагается на минимальном для тайфуна значении и основной ущерб на островах был нанесен выпавшими осадками. Сильные дожди стали причиной разрушения противопаводковой стены в лагере Фуджи, тренировочном лагере морской пехоты США около Йокосуки, что привело к разрушению резервуара с горючим и пожара, в результате которого погибло 13 человек и 68 пострадало. Осадки стали причиной 600 оползней в горных районах страны и привели к затоплению 22 000 домов, 42 человека погибли, 72 пропали без вести и 283 были ранены. Обваловка рек была прорвана в 70 местах, было разрушено 27 мостов и 105 дамб. В результате шторма 11 000 человек лишились жилья. Транспортная связь в стране была нарушена, 200 поездов и 160 внутренних авиарейсов были отменены. Тип описывался как наиболее разрушительный шторм, который ударял по Японии за 13 лет.  На о. Итуруп  в аэропорту Буревестник ураганный ветер разметал стоявшие на аэродроме самолёты, сорвал с креплений взлетно-посадочную полосу из профнастила и накрыл рулоном железа переломленный пополам Ан-30Б.

## Рекорды и метеорологическая статистика

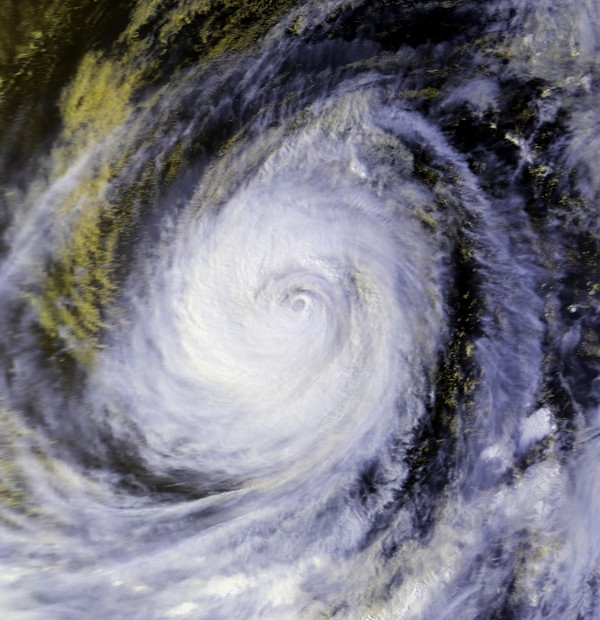
Тайфун Тип 14 октября 1979 года.

На 2024 год, тайфун Тип является крупнейшим тропическим циклоном в истории, с диаметром 2220 км он в два раза превосходит циклон «Марго» 1951 года, циркуляция которого имела размер 1130 км. На стадии наибольшего развития температура внутри глаза тайфуна была 30 °C, что считается исключительно высоким значением. Так как внутри циклона дул постоянный ветер со скоростью 260 км/ч на интервале времени до 10 минут, в списке Японского метеорологического агентства тайфун Тип стоит на первом месте по интенсивности циркуляции среди всех зарегистрированных тропических циклонов. Циклон также обладал наименьшим давлением в центре, равным 870 мбар (652,6 мм), что на 5 мбар меньше прежнего рекорда, установленного в 1975 году тайфуном «Июнь».
Среди других тропических циклонов, которые были близки по интенсивности к циклону Тип: тайфун Анджела (1995) и тайфун «Гэй» (1992) — согласно некоторым исследованиям превосходили по интенсивности тайфун Тип (метод Дворака); давление в центре австралийского (южнотихоокеанского) циклона Моника (2006), согласно отдельным исследованиям, опускалось до того же значения, что и в центре Типа (869 мбар).

## Комментарии
1. ↑  Все скорости ветра, указываемые в статье, кроме специально оговариваемых случаев, являются максимальными продолжительными[англ.] скоростями ветра, удерживающимися в течение одной минуты.